# SN 2002hy
SN 2002hy – supernowa typu Ib-pec odkryta 12 listopada 2002 roku w galaktyce NGC 3464. W momencie odkrycia miała maksymalną jasność 16,40m.